# باول ديني (لاعب كرة قدم)
باول ديني (بالإنجليزية: Paul Denny)‏ هو لاعب كرة قدم بريطاني، ولد في 5 سبتمبر 1957 في كرويدون في المملكة المتحدة. لعب مع نادي ساوثيند يونايتد ونادي ويمبلدون.